# Caladenia clarkiae
Caladenia clarkiae är en orkidéart som beskrevs av David Lloyd Jones. Caladenia clarkiae ingår i släktet Caladenia och familjen orkidéer. Inga underarter finns listade i Catalogue of Life.